# 山梨県道118号南アルプス甲斐線
山梨県道118号南アルプス甲斐線（やまなしけんどう118ごう みなみアルプスかいせん）は、山梨県南アルプス市から同県甲斐市に至る一般県道である。

## 概要
かつては、県道若草双葉線であったが、合併により若草町が南アルプス市に、双葉町が甲斐市にそれぞれなったため、名称が南アルプス甲斐線に変更された。
かつては、八田中学校や山梨県立白根高等学校付近を通過する路線であったが、釜無川に沿うバイパスの建設が完成したため、バイパスが本線として指定され、旧道は県道の指定を解除された。
また、双田橋の拡幅工事が完成した後は、双田橋南交差点 - 双田道交差点の間は国道52号に区間が吸収されることとなった。

### 路線データ
- 起点 : 山梨県南アルプス市浅原 （浅原橋西詰交差点＝山梨県道12号韮崎南アルプス中央線交点、山梨県道26号富士川南アルプス線終点）
- 終点 : 山梨県甲斐市志田 （双田道交差点＝国道20号交点）
- 路線延長 : 約9.5 km

## 地理

### 通過する自治体
- 山梨県
  - 南アルプス市 - 甲斐市

### 交差する道路
- 山梨県道12号韮崎南アルプス中央線（浅原橋西詰交差点）
- 山梨県道26号富士川南アルプス線（同上）
- 新山梨環状道路（若草ランプ）
- 山梨県道5号甲府南アルプス線（開国橋西交差点）
- 山梨県道20号甲斐早川線（信玄橋西詰交差点）
- 国道52号甲西道路（双田橋南交差点）
- 国道20号（双田道交差点）

### 沿線
- 釜無川サイクリングロード
- 山梨県立白根高等学校
- 山梨県総合交通センター
- 山梨県立農業大学校